# Arboretum von Trsteno

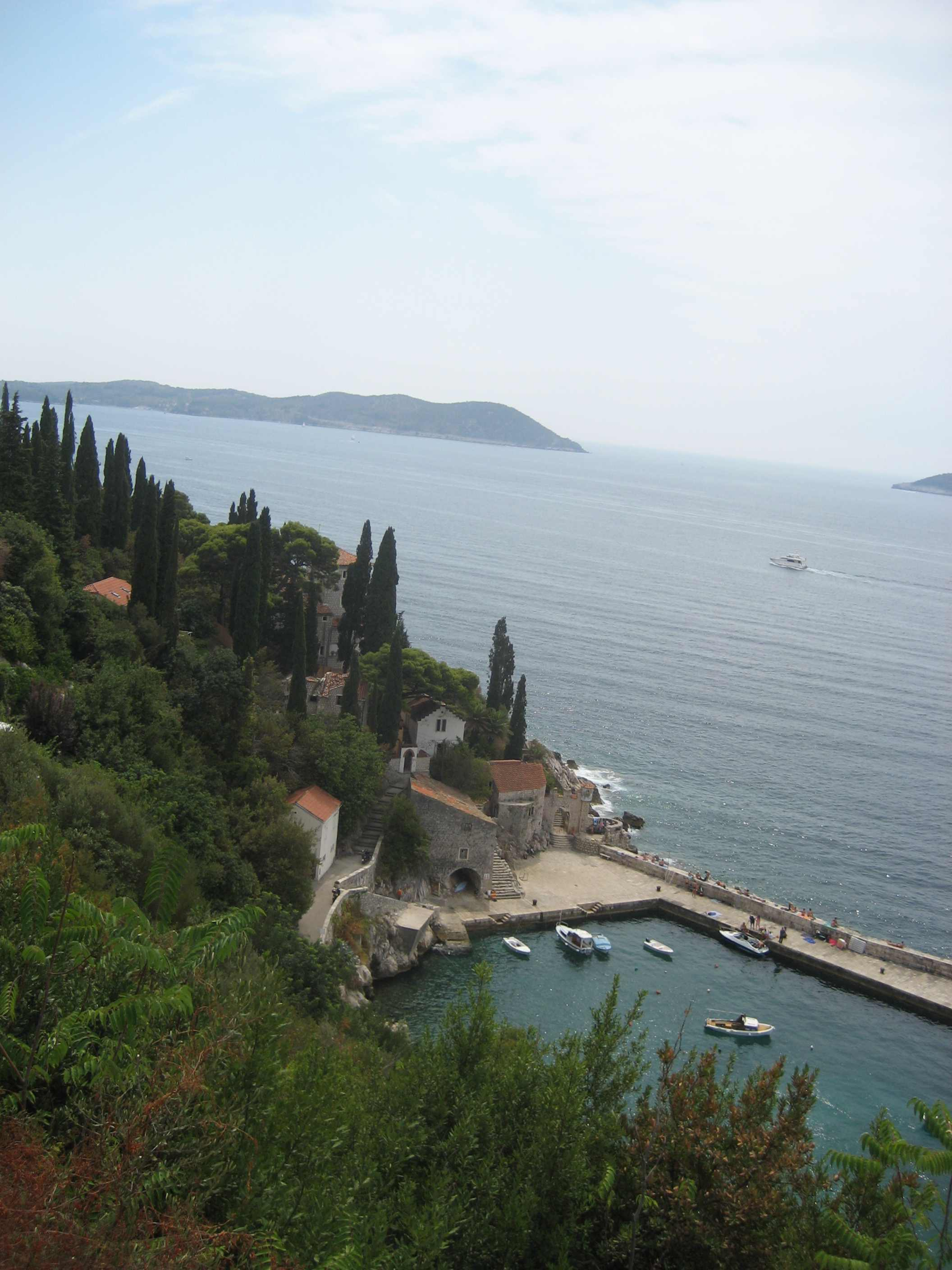
Trsteno

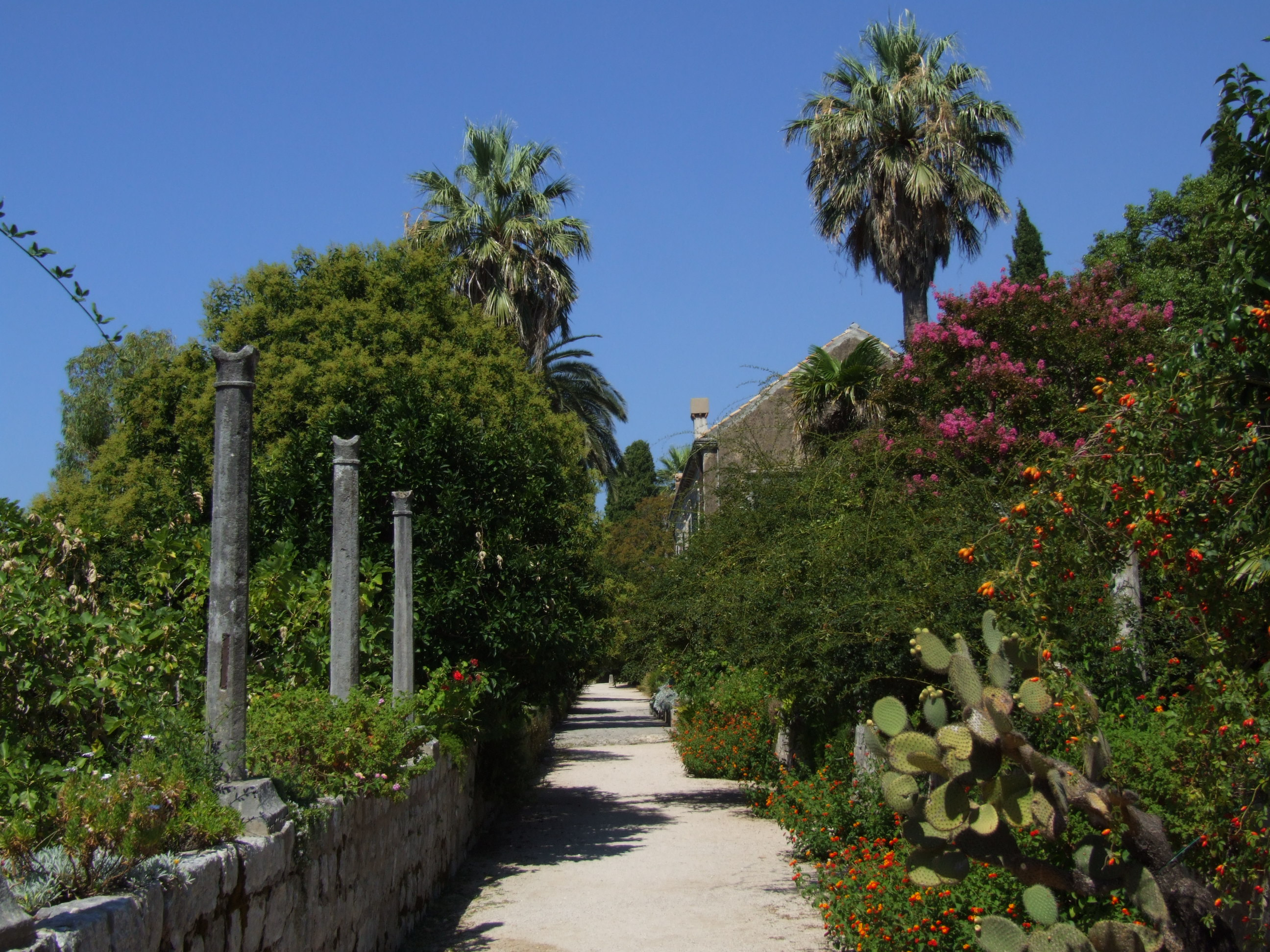
Arboretum

Das Arboretum von Trsteno befindet sich etwa 18 Kilometer nordwestlich der Stadt Dubrovnik im Süden Kroatiens. Als einziges Arboretum an der östlichen Adria-Küste stellt es die älteste Sammlung exotischer Bäume und Pflanzen des Landes dar.
Die Gartenanlage befindet sich entlang der Küstenstraße zwischen den Ortschaften Orašac und Slano.

## Geschichte
Das Arboretum ist seit dem Jahr 1492 auf dem Gut der Dubrovniker Adelsfamilie Gučetić-Gozze nachgewiesen (das genaue Entstehungsdatum ist nicht bekannt). Der immer noch in Gebrauch befindliche Aquädukt wurde im gleichen Jahr erbaut. Mit den Gärten der Republik Venedig stand der Garten seit seiner Anlage in Konkurrenz. Die Gartenanlage wurde 1948 verstaatlicht und zwei Jahre später der Kroatischen Akademie der Wissenschaften übergeben. Seit 1962 steht das Arboretum als Monument der Gartenkunst unter staatlichem Schutz.
Während des Kroatienkrieges beschossen Anfang Oktober 1991 Kanonenboote und Kampfflugzeuge der Jugoslawischen Volksarmee den Park und richteten sowohl an zahlreichen Pflanzen als auch an Gebäuden im ältesten Teil des Parks Schäden an. Im Jahr 2000 erlitten zwei Drittel der Anlagen durch einen Brand Schäden, die in den darauffolgenden Jahren beseitigt wurden.
Viele Jahre war der Forstwissenschaftler Mirko Vidaković, Mitglied der Kroatischen Akademie der Wissenschaften und Künste, der  Leiter (predstojnik) dieses Arboretums.

## Gartenanlage und Pflanzenarten
Die Gesamtfläche des Arboretums beträgt 28 Hektar. Während der fünf Jahrhunderte seines Bestehens lassen sich in der Landschaftsarchitektur Elemente der Renaissance (Neptunbrunnen und -grotte), des Barock und der Romantik erkennen. Auf mehreren Terrassen befinden sich neben mediterranen Nutzpflanzen wie Oliven, Feigen oder Zitrusbäume auch zahlreiche Palmen, Eukalyptusbäume, Lorbeerbäume, Kakteen sowie weitere exotische Pflanzen. Im Jahr 1858 wurde eine amerikanische Linde gepflanzt, die zu einer Höhe von über 30 Metern herangewachsen ist.
Der Park umfasst insgesamt etwa 400 Pflanzenarten aus hundert Pflanzenfamilien. Zu den besonderen Attraktionen zählen zwei Morgenländische Platanen, die sich auf dem zentralen Marktplatz von Trsteno befinden. Beide sind mehr als fünfhundert Jahre alt. Es handelt sich um in Europa einzigartige Baumriesen, ihr Stammdurchmesser beträgt über fünf Meter.

## Galerie

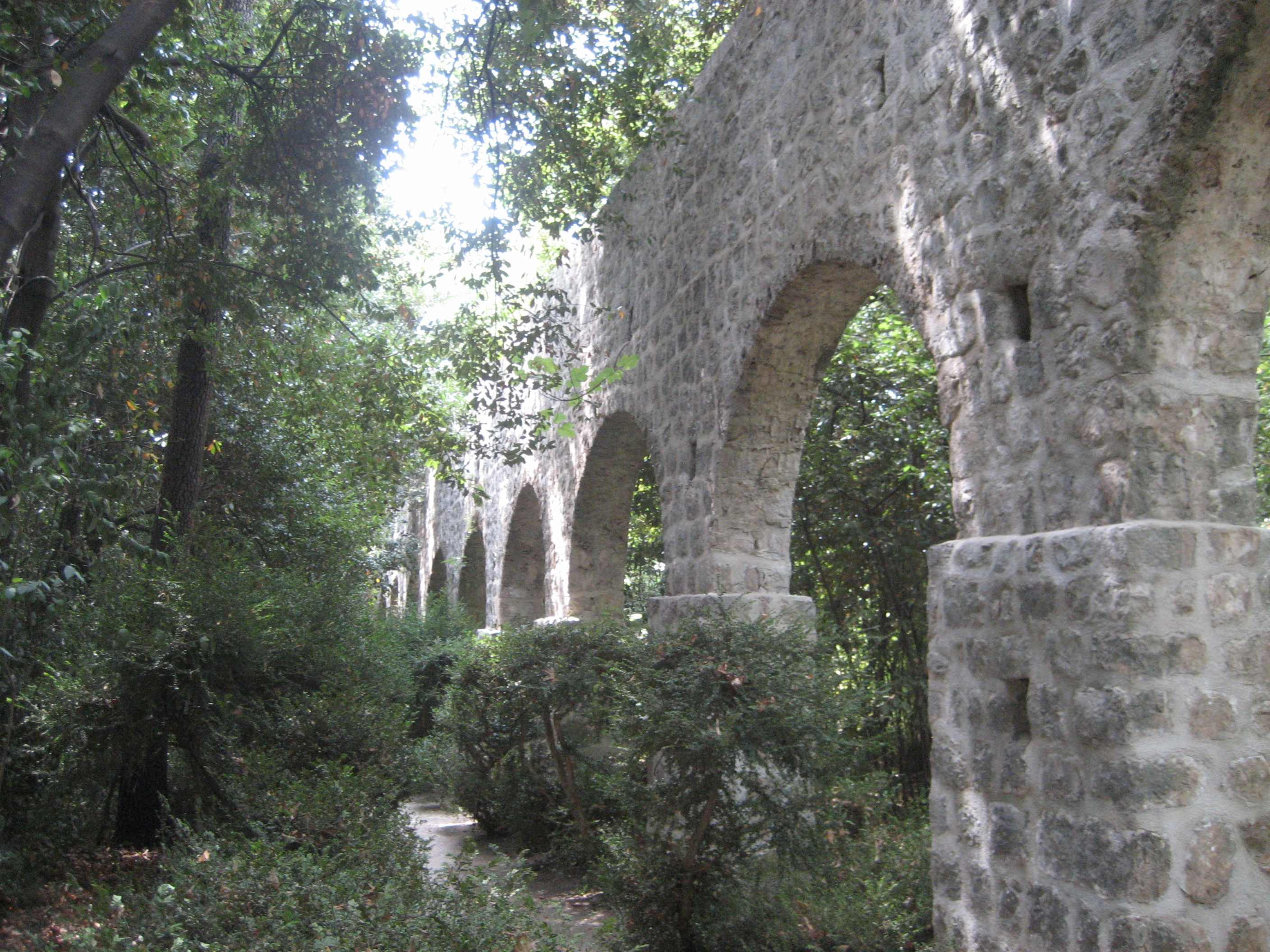
Aquädukt im Arboretum Trsteno
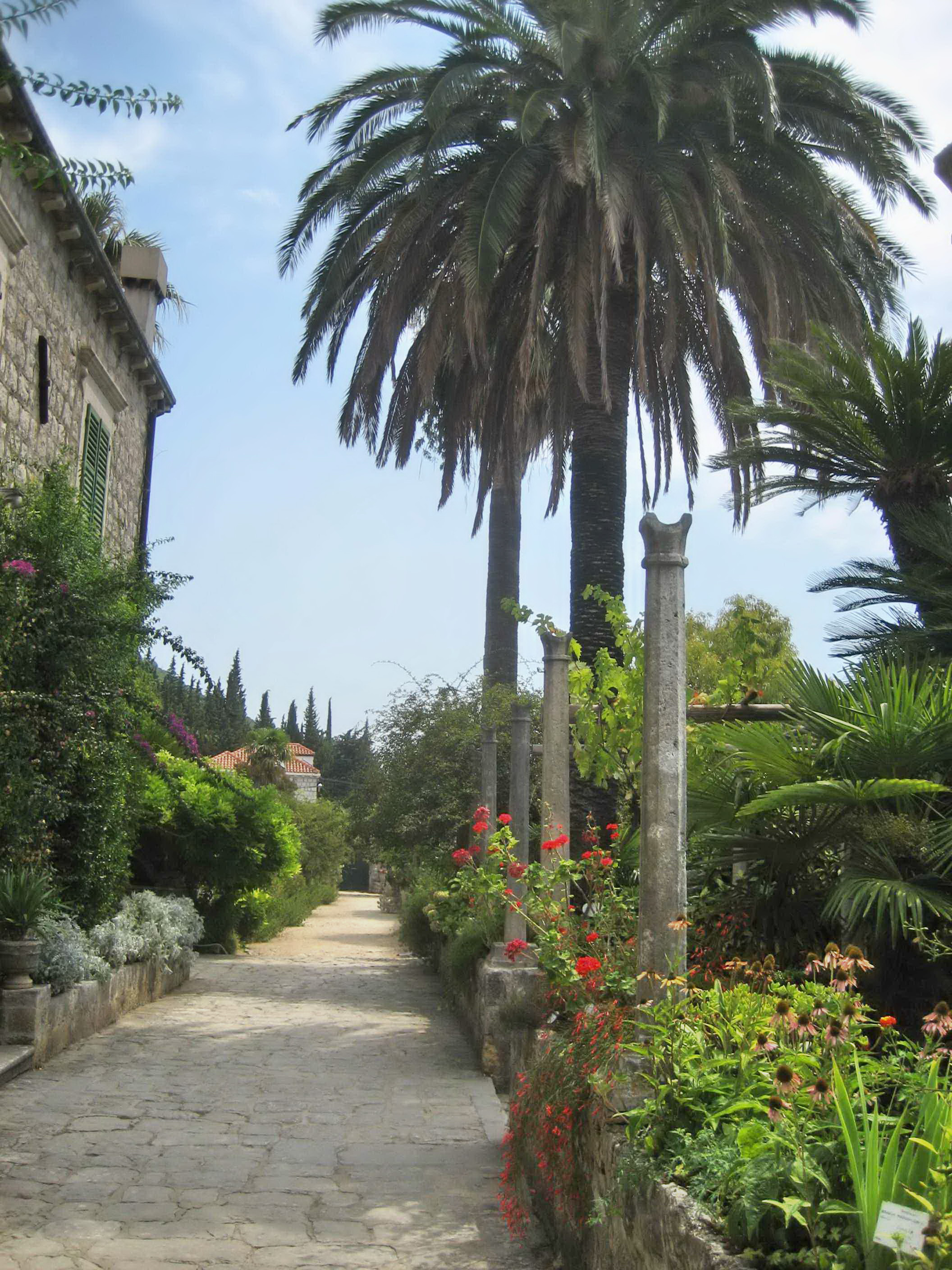
Gučetić-Lustgarten
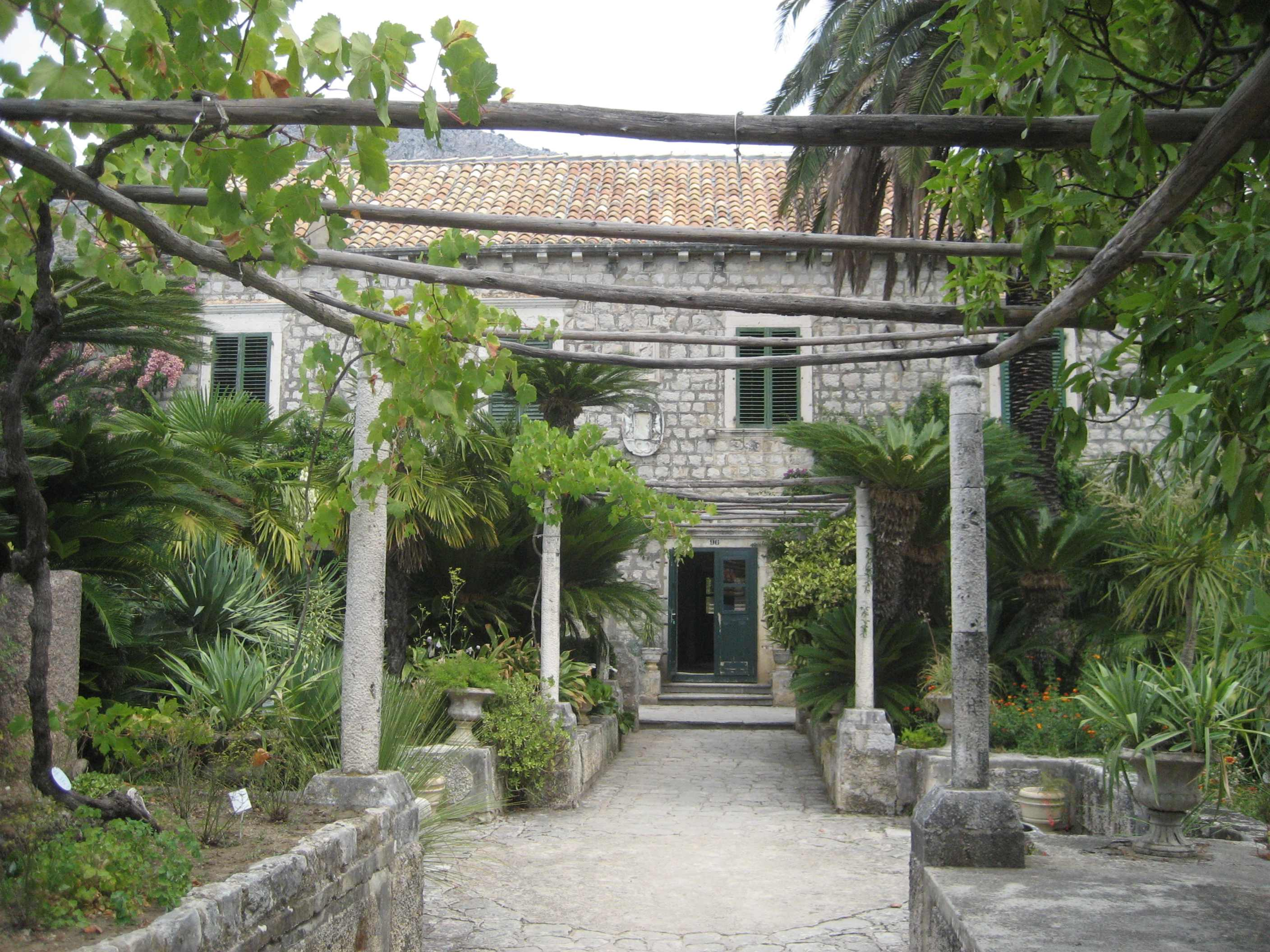
Sommerresidenz der Familie Gučetić
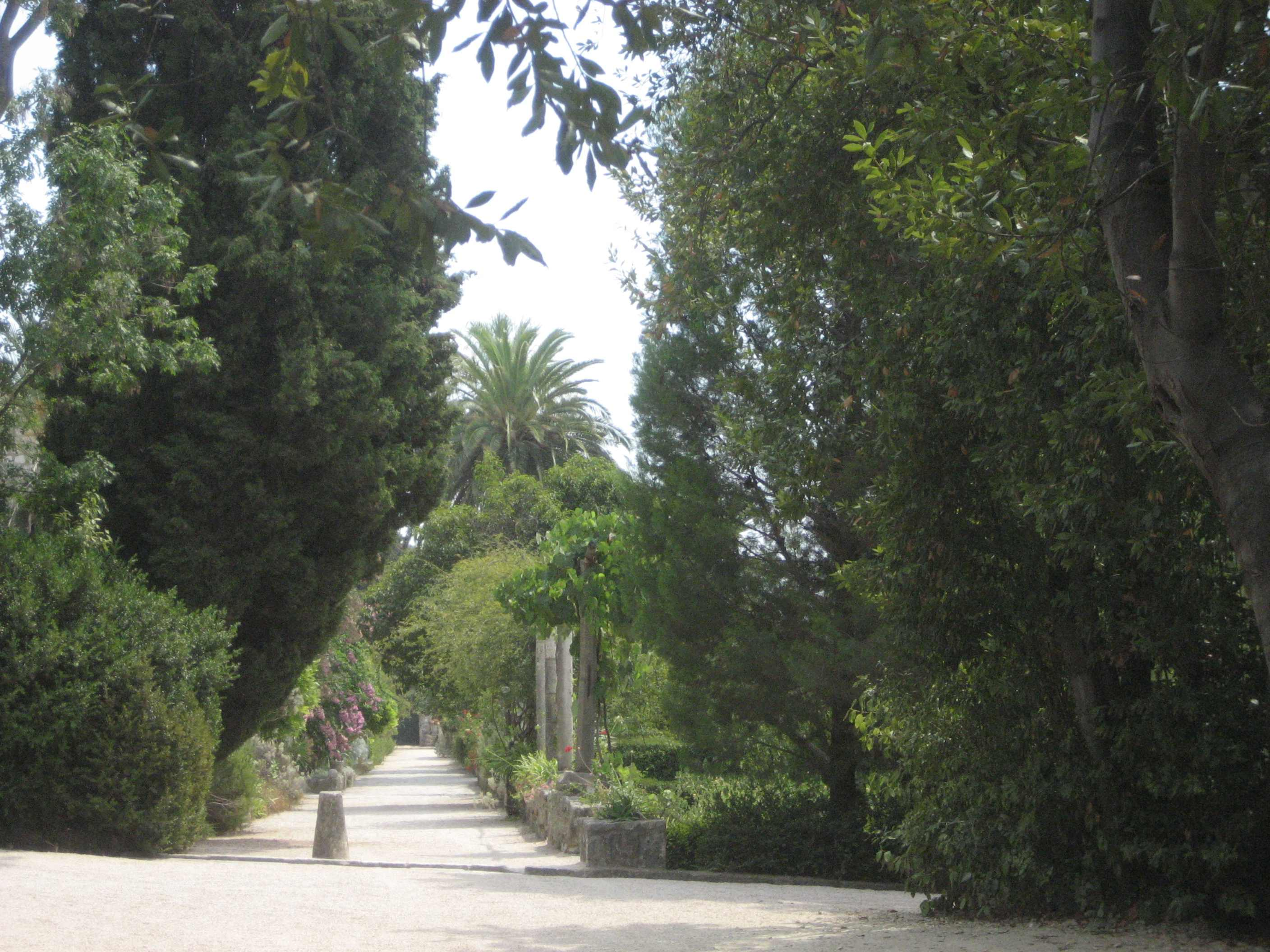
Arboretum Trsteno
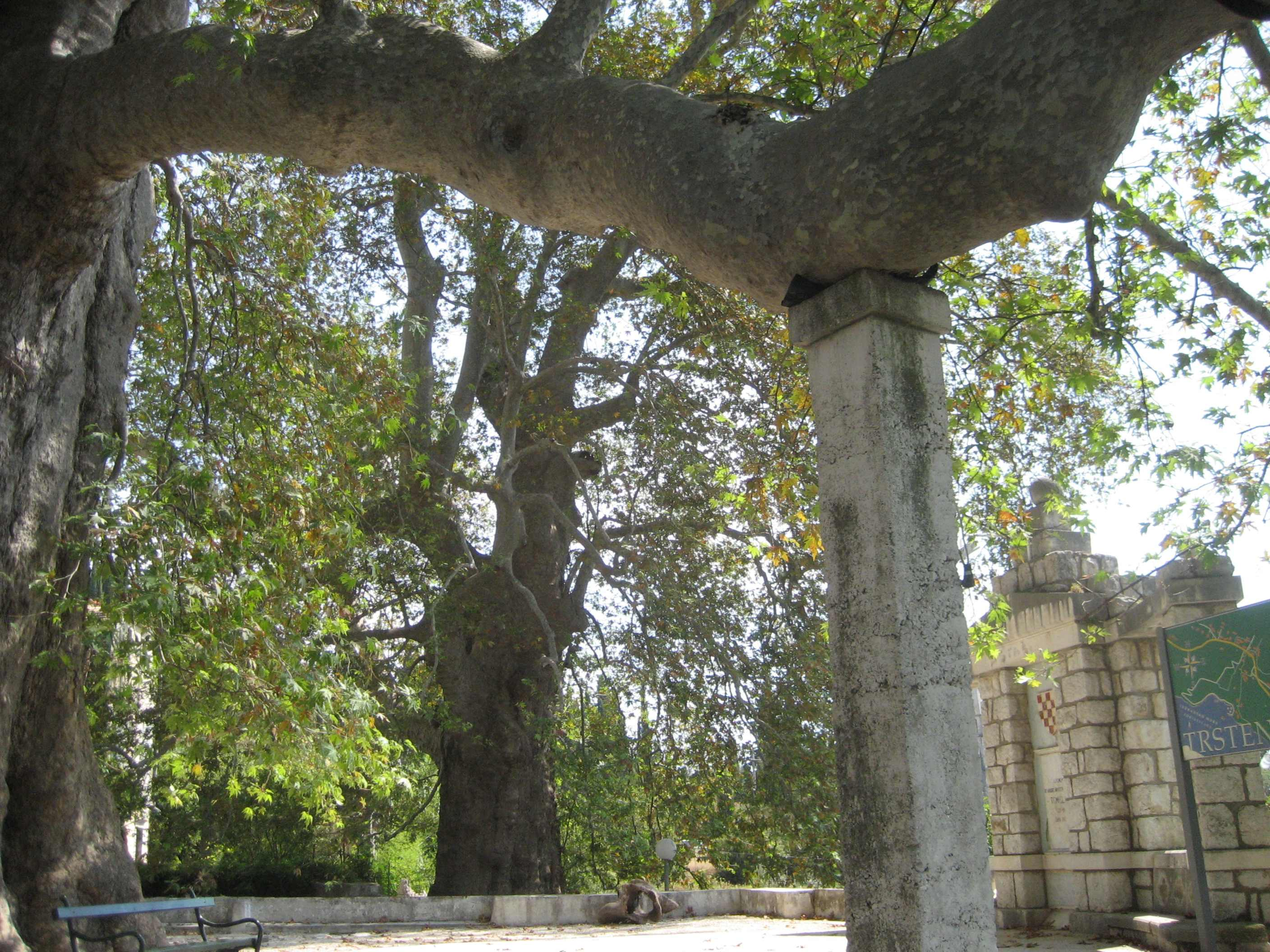
Etwa 500 Jahre alte Platanen am Eingang zum Arboretum.
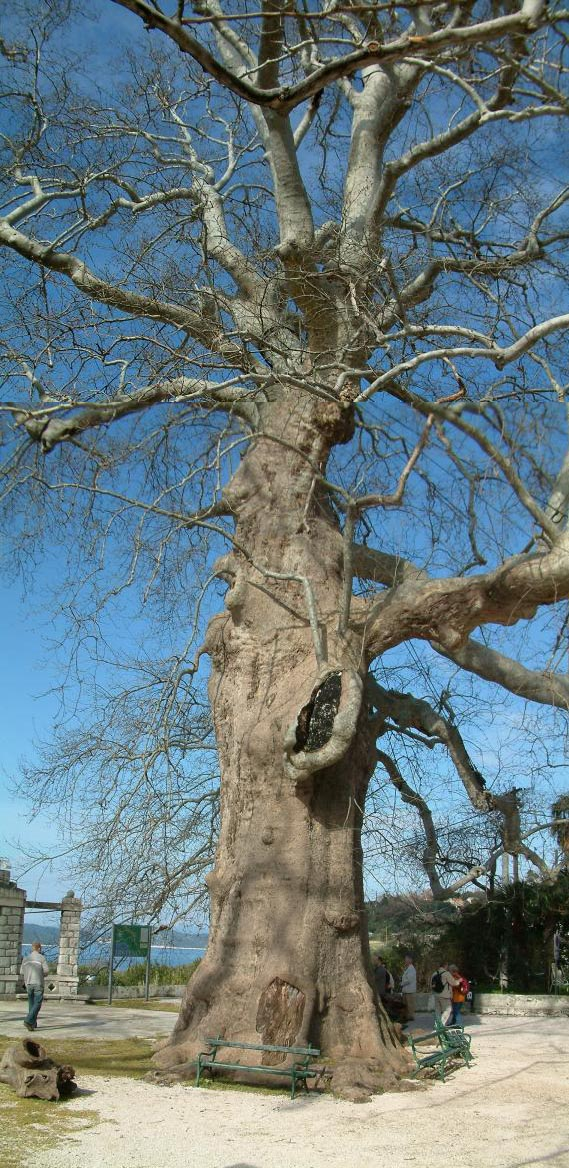
Frontansicht einer der beiden Platanen.
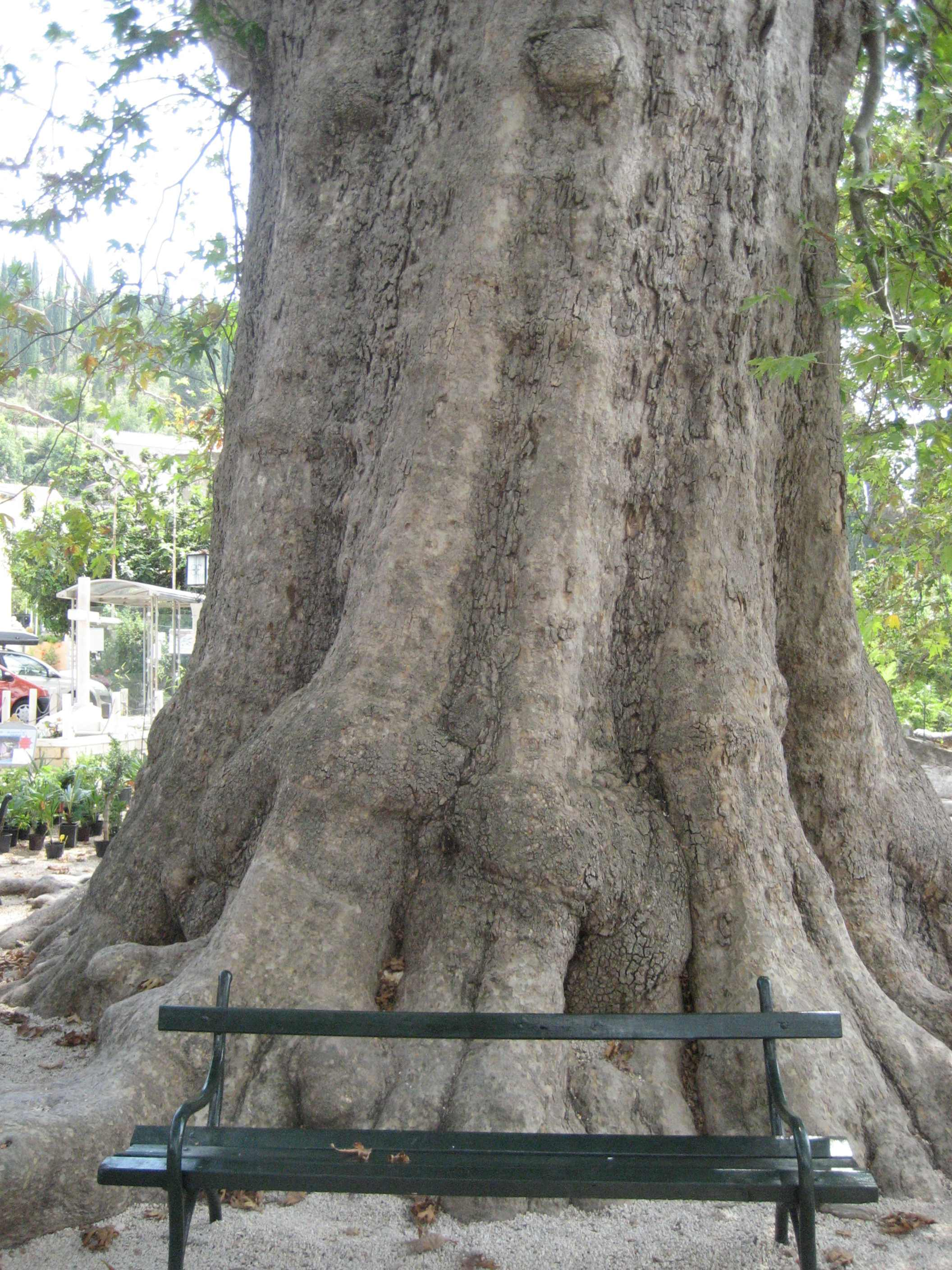
Detailansicht der Platane. Zum Größenvergleich beachte man die Sitzbank.
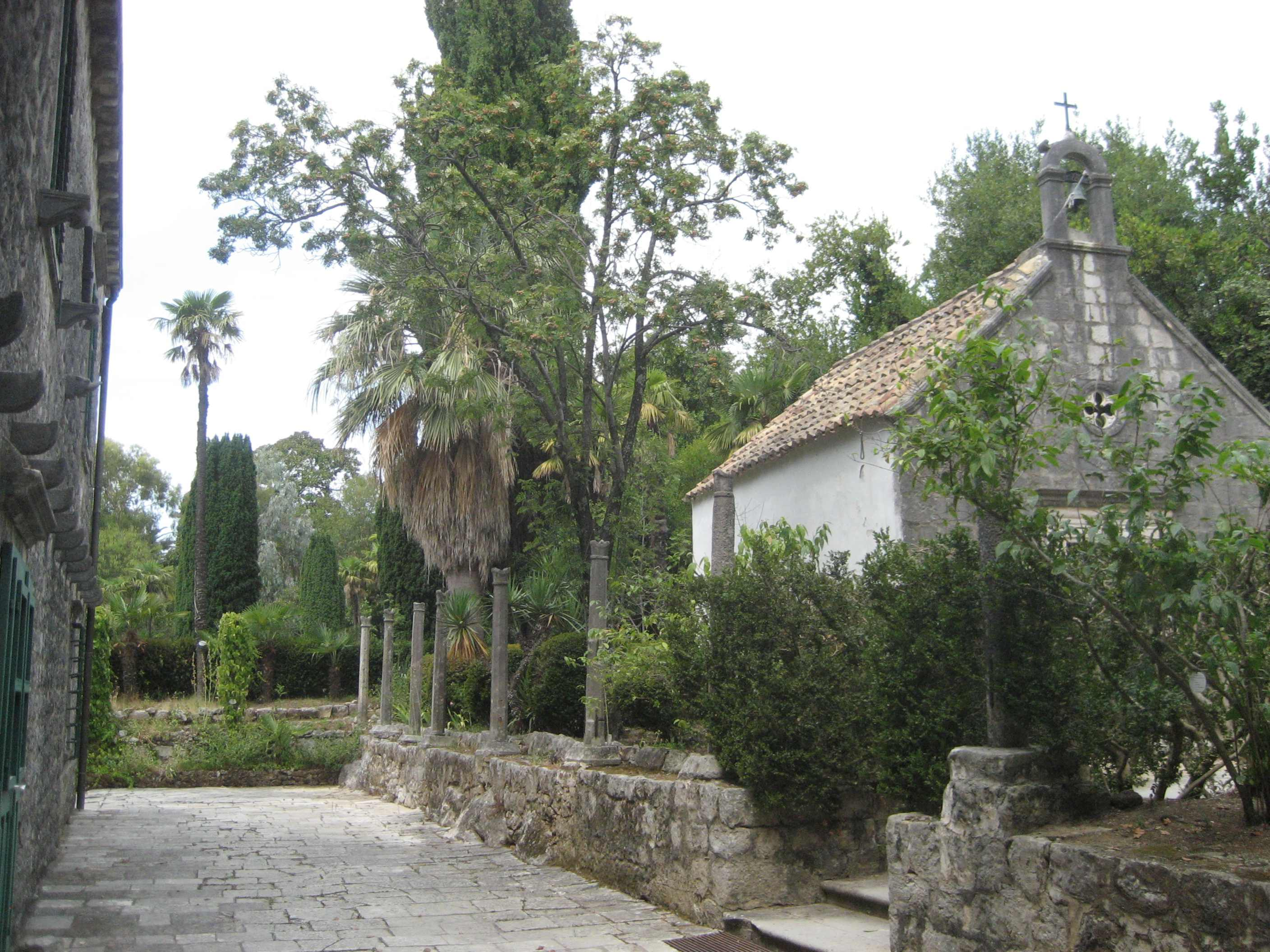
Kapelle im Arboretum
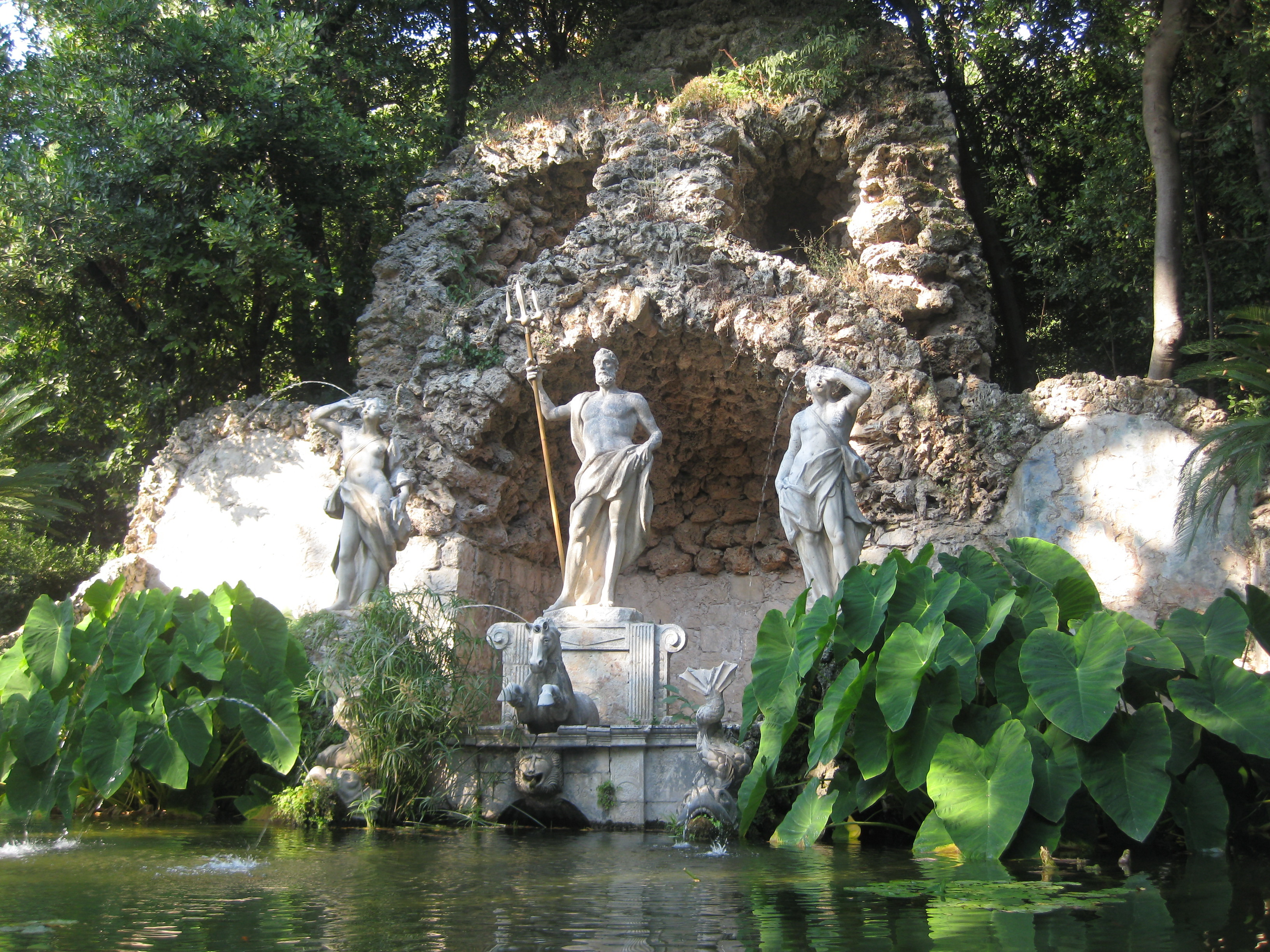
Springbrunnen

## Film
- Magische Gärten. Das Arboretum von Trsteno. Dokumentarfilm, Frankreich, 2017, 26 Min. Regie: Timo Ebermann, Produktion: Bo Travail!, ARTE France, Reihe: Magische Gärten (OT: Jardins d’ici et d’ailleurs), Erstsendung: 20. März 2018 bei arte.